# I Love Pinochet

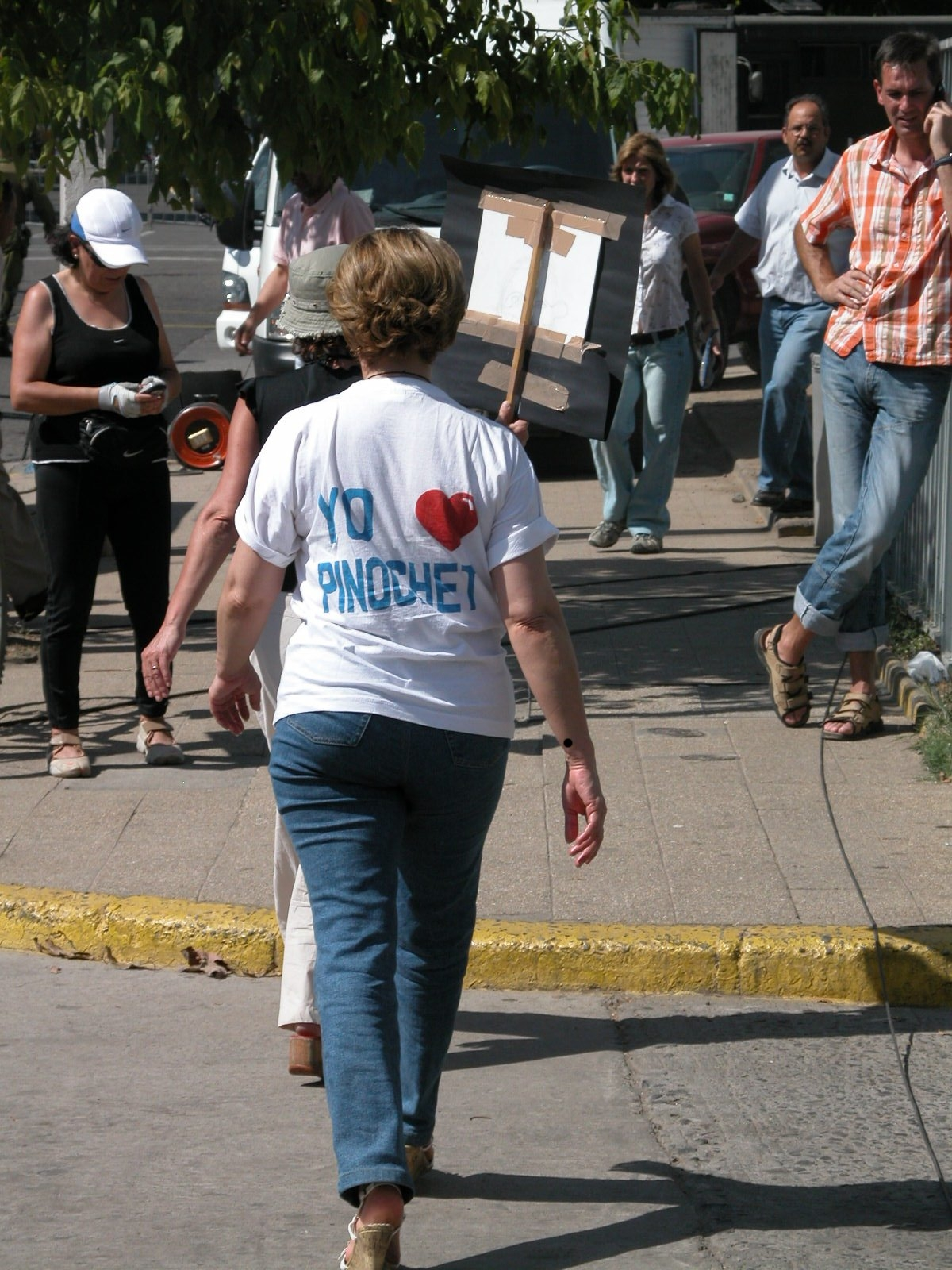
Pinochetista con una polera de «Yo Amo a Pinochet»

I Love Pinochet es un documental chileno de 2001, dirigido por Marcela Said, que muestra el fenómeno del pinochetismo tras el arresto del exdictador Augusto Pinochet en Londres.
En el documental aparecen figuras públicas abiertamente adherentes al régimen de Pinochet como Joaquín Lavín, Cristián Labbé, Raúl Hasbún, Patricia Maldonado, Francisco Javier Cuadra, Hermógenes Pérez de Arce, entre otros, además de mostrar a pinochetistas anónimos de distintas clases sociales. El filme intenta reducir al mínimo los análisis críticos al pinochetismo, que se concentran fundamentalmente en la opinión del historiador Alfredo Jocelyn-Holt y a la locución en off de la propia directora.
El documental fue exhibido en la televisión francesa, suiza, australiana e inglesa. Participó en los festivales de cine de Biarritz y Valparaíso, en este último obtuvo el "premio Santiaguillo" en septiembre de 2002.

## Premios
- Premio Santiaguillo 2002 del VI Festival Internacional de Cine de Valparaíso
- Festival Internacional de Documentales de Santiago
- Premio Altazor 2003, categoría dirección de documental